# Petreles Stream
Koordinaten: 62° 40′ S, 61° 6′ W
Der Petreles Stream ist ein 1 km langer und maximal 40 cm tiefer Fluss mit diffusen Verzweigungen im Oberlauf auf der Livingston-Insel im Archipel der Südlichen Shetlandinseln. Auf der Byers-Halbinsel fließt er 1,15 km nordöstlich des Sealer Hill in südlicher Richtung zu den South Beaches, wo er in die Bransfieldstraße mündet. Seine Uferbereiche und Flachwasserzonen sind von Cyanobakterien, Moosen und Grünalgen besiedelt.
Spanische Wissenschaftler benannten ihn 2013 nach dem Riesensturmvogel (von spanisch petreles ‚Sturmvögel‘), zu dessen Brutgebieten die Umgebung des Flusses gehört.